# معادلات آب کم‌عمق

خروجی مدل معادلهٔ آب کم‌عمق در یک استخر. پنج قطرهٔ آب روی سطح استخر می‌چکد که امواج جاذبه ایجاد می‌کند و این امواج به سمت دیواره‌ها منتشر و از آن‌ها منعکس می‌شود.

معادلات آب کم‌عمق (که شکل یک‌بعدی آن، معادلات سن‌ونان نیز خوانده می‌شود) مجموعه‌ای از معادلات دیفرانسیل هذلولوی با مشتقات جزئی (یا سهموی در صورت در نظر گرفتن تنش برشی لزج) است که جریان تحت فشار در یک سیال را توصیف می‌کند.
این معادلات از معادلات ناویه-استوکس متوسط‌گیری شده در عمق، در شرایطی که مقیاس افقی بسیار بزرگ‌تر از مقیاس عمودی باشد، استخراج شده‌اند. بر پایهٔ این شرط، باید سرعت قائم سیال اندک باشد تا پایستگی جرم برقرار بماند. می‌توان از معادلهٔ اندازهٔ حرکت نشان داد که گردایان فشار قائم تقریباً هیدرواستاتیک می‌ماند و گرادیان فشار افقی وابسته به تغییرات سطح فشار است و نتیجهٔ آن، ثابت بودن سرعت افقی در عمق سیال است. با متوسط‌گیری در عمق، می‌توان سرعت قائم را از معادلات حذف کرد.
با این که از سرعت قائم چشم‌پوشی می‌شود، ولی این سرعت لزوماً صفر نیست. برای نمونه، هنگامی که تراز بستر تغییر می‌کند، سرعت قائم نمی‌تواند برابر صفر باشد و اگر شرط صفر بودن الزامی بود، معادلات آب کم‌عمق تنها روی بستر افقی برقرار بود. پس از به دست آمدن پاسخ، می‌توان سرعت قائم را از معادلهٔ پیوستگی به دست آورد.
در دینامیک سیالات، نمونه‌های زیادی از ناچیز بودن مقیاس عمودی نسبت به مقیاس افقی وجود دارد؛ بنابراین معادلات آب کم‌عمق، کاربرد زیادی دارند. این معادلات در مدل‌سازی جوی و اقیانوسی به همراه نیروهای کوریولیس برای ساده‌سازی معادلات اولیهٔ جریان جوی به کار می‌روند.

## معادلات

### شکل پایستار
معادلات آب کم‌عمق از معادلات پایستگی جرم و پایستگی تکانهٔ خطی (معادلات ناویه-استوکس) استخراج می‌شوند. در نبود نیروهای کوریولیس، اصطکاکی و لزجت، معادلات آب کم‌عمق به صورت زیر هستند:
{\displaystyle {\begin{aligned}{\frac {\partial \eta }{\partial t}}+{\frac {\partial (\eta u)}{\partial x}}+{\frac {\partial (\eta v)}{\partial y}}&=0\\[3pt]{\frac {\partial (\eta u)}{\partial t}}+{\frac {\partial }{\partial x}}\left(\eta u^{2}+{\frac {1}{2}}g\eta ^{2}\right)+{\frac {\partial (\eta uv)}{\partial y}}&=0\\[3pt]{\frac {\partial (\eta v)}{\partial t}}+{\frac {\partial (\eta uv)}{\partial x}}+{\frac {\partial }{\partial y}}\left(\eta v^{2}+{\frac {1}{2}}g\eta ^{2}\right)&=0.\end{aligned}}}
که در آن η ارتفاع ستون سیال و H عمق آب ساکن هستند. u و v سرعت‌های افقی متوسط‌گیری شده در عمق و g شتاب گرانش هستند. معادلهٔ اول از پایستگی جرم و معادلهٔ دوم از پایستگی تکانه مشتق شده‌اند.

### شکل ناپایستار
با بسط روابط بالا با قاعده ضرب، شکل ناپایستار معادلات آب کم‌عمق به دست می‌آید. از آن‌جایی که معادلات اساسی پایستگی برقرار نیستند، شکل ناپایستار برای ضربه یا پرش هیدرولیکی قابل استفاده نیست. با اعمال اثر کوریولیس، اصطکاک و لزجت، داریم:
{\displaystyle {\begin{aligned}{\frac {\partial u}{\partial t}}+u{\frac {\partial u}{\partial x}}+v{\frac {\partial u}{\partial y}}-fv&=-g{\frac {\partial h}{\partial x}}-bu,\\[3pt]{\frac {\partial v}{\partial t}}+u{\frac {\partial v}{\partial x}}+v{\frac {\partial v}{\partial y}}+fu&=-g{\frac {\partial h}{\partial y}}-bv,\\[3pt]{\frac {\partial h}{\partial t}}&=-{\frac {\partial }{\partial x}}{\Bigl (}u\left(H+h\right){\Bigr )}-{\frac {\partial }{\partial y}}{\Bigl (}v\left(H+h\right){\Bigr )},\end{aligned}}}
که در آن h اختلاف تراز آب با حالت ساکن ، f ضریب کوریولیس و b ضریب درگ لزج است.
معمولاً جملات مرتبهٔ بالاتر u و v که انتقال خالص را نشان می‌دهند، در مقایسه با سایر جملات کوچک هستند. هم‌چنین می‌توان چنین پنداشت که ارتفاع موج h در مقایسه با تراز آب متوسط H ناچیز است؛ بنابراین:
{\displaystyle {\begin{aligned}{\frac {\partial u}{\partial t}}-fv&=-g{\frac {\partial h}{\partial x}}-bu,\\[3pt]{\frac {\partial v}{\partial t}}+fu&=-g{\frac {\partial h}{\partial y}}-bv,\\[3pt]{\frac {\partial h}{\partial t}}&=-H{\Bigl (}{\frac {\partial u}{\partial x}}+{\frac {\partial v}{\partial y}}{\Bigr )}\end{aligned}}}

## مدل‌سازی موج با معادلات آب کم‌عمق
می‌توان معادلات آب کم‌عمق را برای مدل‌سازی موج روسبی و کلوین در جو، رودخانه‌ها، دریاچه‌ها و دریاها هم‌چون امواج جاذبه در دامنه‌های کوچک‌تر به کار برد. برای معتبر بودن معادلات آب کم‌عمق، باید طول موج پدیدهٔ مورد مدل‌سازی بسیار بزرگتر از عمق حوضهٔ محل وقوع پدیده باشد. این معادلات برای مدل‌سازی جزر و مد نیز قابل استفاده هستند.

ایجاد و انتشار سونامی محاسبه شده با معادلات آب کم‌عمق (خط سرخ، بدون پراکندگی فرکانس) و مدل بوزینسک (خط آبی، با پراکندگی فرکانس). مشاهده می‌شود که مدل بوزینسک یک موج تکی با دنباله‌ای نوسانی شکل می‌دهد. در حالی که معادلات آب کم‌عمق، یک جبههٔ تیز را ایجاد می‌کند. عمق آب ۱۰۰ متر است.